# Condado de Apache

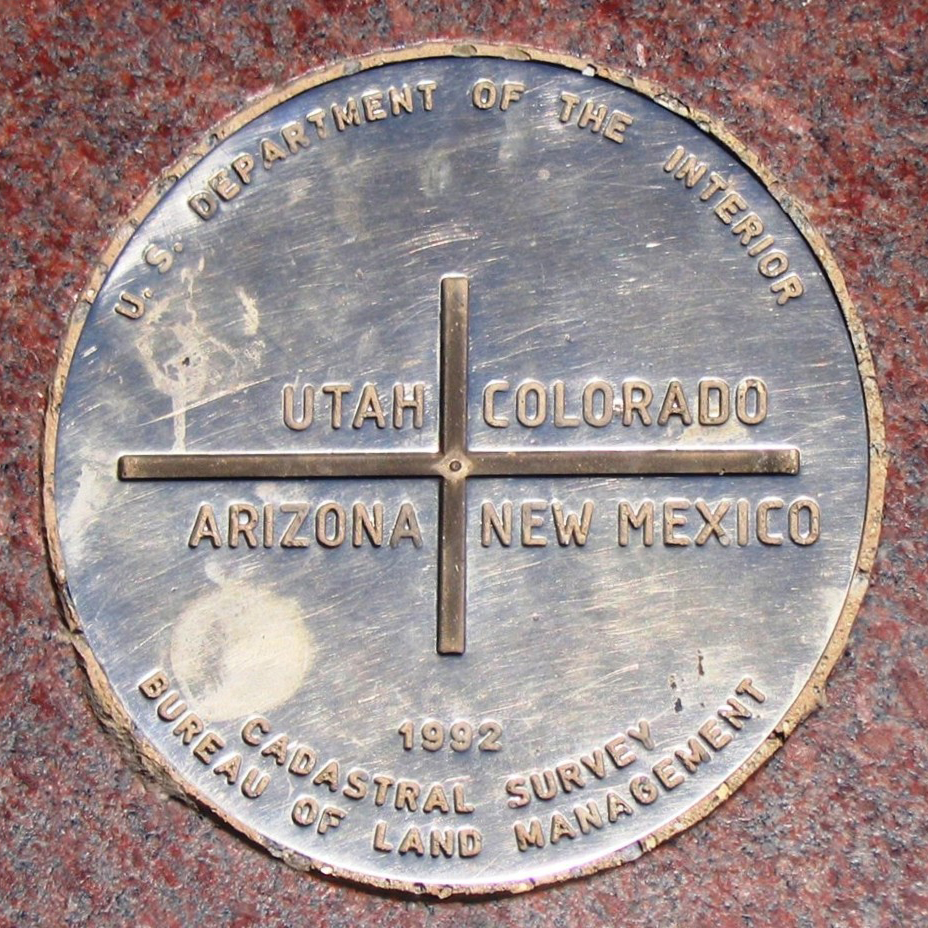
El Condado de Apache, incluyendo la sección de Arizona en el Monumento de las Cuatro Esquinas.

El condado de Apache se localiza en el noreste del estado de Arizona, Estados Unidos. En el censo de 2000, registró una población de 69 423 habitantes. La Cabecera se asienta en la ciudad de St. Johns.

## Toponimia
El topónimo español Apache es una castellanización a partir de la palabra zuñi aapachu que significa enemigo.

## Características generales

### Historia
El Condado de Apache, se formó en 1879.

### Geografía
El Condado de Apache incluye parte de la Reserva Indígena Navajo, la Reserva Indígena Fuerte Apache, y el parque nacional Bosque Petrificado. El condado comprende totalmente el Monumento Nacional Cañón de Chelly.

### Condados adyacentes
- Greenlee - Sur
- Graham - Sur
- Navajo - Oeste
- Montezuma - Noreste
- San Juan, Utah. - Norte
- San Juan, Nuevo México. - Este
- McKinley - Este
- Cibola - Este
- Catron - Este

## Comunidades

### Ciudades
- St. Johns

### Pueblos
- Eagar
- Springerville

### Lugares designados por el censo
- Alpine
- Burnside
- Chinle
- Concho
- Dennehotso
- Fort Defiance
- Ganado
- Greer
- Houck
- Lukachukai
- Many Farms
- McNary
- Nazlini
- Red Mesa
- Rock Point
- Rough Rock
- Round Rock
- Sanders
- Sawmill
- St. Michaels
- Steamboat
- Teec Nos Pos
- Tsaile
- Vernon
- Window Rock